# Ulsnis
Ulsnis (en danois: Ulsnæs) est une commune de l'arrondissement de Schleswig-Flensbourg, Land de Schleswig-Holstein.

## Géographie
La commune se situe dans la péninsule d'Angeln, dans la Schlei.
La commune réunit depuis 1974 les quartiers d'Affegünt, Bremsdieck, Dallacker, Düttnis, Gunneby, Hestoft, Kius, Knappersfeld, Ulsnis, Ulsniskirchenholz et Ulsnisland.

## Histoire

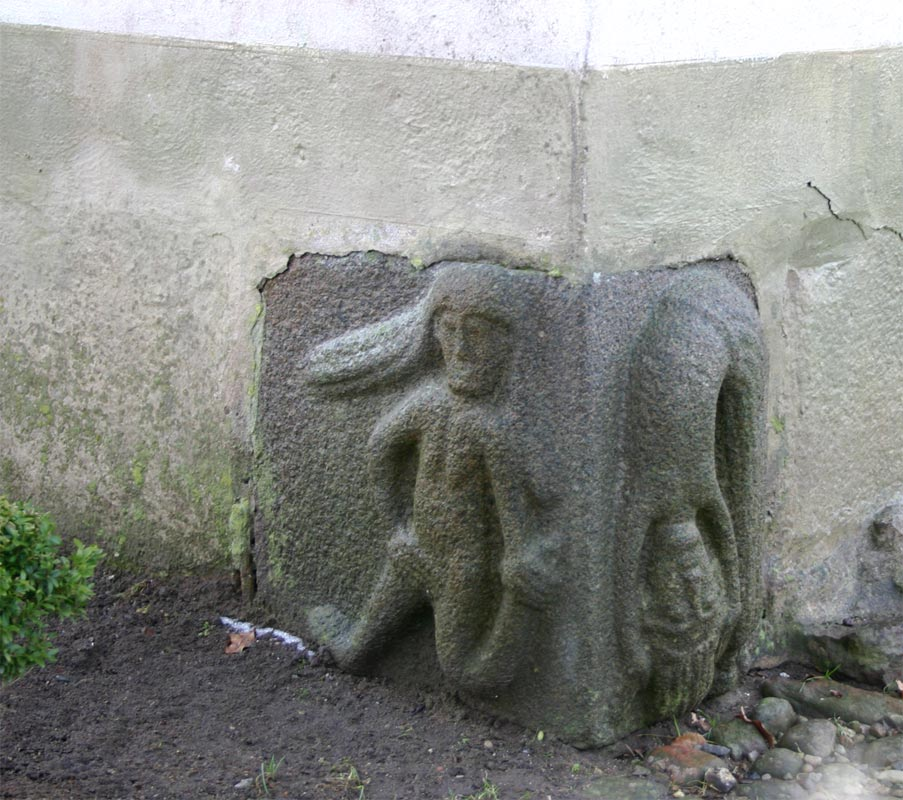
Relief en pierre romane, à la base de l'église Saint-Willehad

La première mention écrite d'Ulsnis date de 1349 sous le nom de "Vlfsnees" (c'est-à-dire "promontoire au-dessus de la mer"). Les villages d'Ulsnis, Hestoft, Kius sont cités en 1509 comme propriété de l'évêque de Schleswig acheté au domaine de Hesselgaard. L'évêché est dissous en 1770, Ulsnis est rattaché à un hundred adjacent. Ce hundred disparait en 1889 après le rattachement du Schleswig-Holstein à la Prusse en 1866.
Église d'Ulsnis
L'église d'Ulsnis est l'une des plus grandes églises romanes de la région. Elle est consacrée à Saint Willehad en 1338. Le portail date de 1150. L'église est sans doute la plus vieille d'Angeln. Sa forme actuelle d'église-halle vient de sa reconstruction en 1796. Elle peut contenir 400 personnes. Elle repose sur une fondation en blocs de roche et a quelques exemples impressionnants de la sculpture sur pierre au Moyen Âge. Ces sculptures racontent un différend entre géants dont l'un se nomme Nis.
Le château-fort de Hesselgaard est bâti en 1366 puis détruit en 1640.

## Personnalités liées à la commune
- Marcus Tönsen (1772-1861), juriste né à Kius.
- Gustav Johannsen (1840–1901), enseignant, journaliste fondateur du Flensborg Avis, Reichsstatthalter pour la minorité danoise de 1881 à 1901.
- Reinhold Tüxen (1899-1980), chimiste et botaniste, pionnier de la phytosociologie en Allemagne, né à Ulsnis.

## Source, notes et références
- (de) Cet article est partiellement ou en totalité issu de l’article de Wikipédia en allemand intitulé « Ulsnis » (voir la liste des auteurs).